# Литвиненко Леонід Андрійович
Леоні́д Андрі́йович Литвине́нко (*10 квітня 1923, Аджамка — 17 грудня 2006, Херсон) — Народний артист Української РСР (1981).

## Життєпис
Працював в Олександрійському (1950–1952) і Тернопільському (1953–1957) українських драматичних театрах. 3 1957 р. грає в Херсонському українському музично-драматичному театрі.
Ролі: Боруля («Мартин Боруля» Карпенка-Карого), Зброжек («Маклена Граса» Куліша), Ананій Яковлєв («Гірка доля» Писемського).

## Пам'ять
У 2024 році в місті Олександрія назвали провулок його іменем.